# مخطمة ثلاثية الفلقات
مخطمة ثلاثية الفلقات (الاسم العلمي:†Rhynchonella trilobata) هي نوع منقرض من عضديات الأرجل تتبع جنس المخطمة من فصيلة المخطمات.